# 屠場 (小說)
《屠场》（英語：The Jungle，字义为“丛林”）是美国记者、作家厄普顿·辛克莱（1878–1968）于1906年出版的小说辛克莱在书中描述了美国移民的生活。许多读者则对书中揭露的以芝加哥为背景的肉类加工业中的问题更为感兴趣。小说描绘了贫困、社会服务缺失、恶劣的生存与工作环境，以及工人阶级中的绝望、官僚阶级的腐败等问题。作家杰克·伦敦称小说描绘了“类似《汤姆叔叔的小屋》工资奴隶制。”
辛克莱被认为是一名耙粪人，即揭露政府、商业中腐败的记者。他的第一部小说以连载的形式出现在1905年的社会主义新闻报刊《诉诸理性》。1904年，辛克莱以匿名的方式在芝加哥的肉类加工厂工作了7周，并将结果诉诸报社。这些故事后以小说的形式于1906年2月26日由双日出版社出版。

## 剧情
小说的主角是尤吉斯·路德库斯，一位立陶宛移民试图在芝加哥寻找工作机会。小说的开始是他与15岁的奥娜·路考在特举行婚礼，后者也是立陶宛人。第二章则描述了他们在立陶宛的大家庭生活。
尤吉斯以为移民到新大陆会带来财富和自由，他和他的妻子移居到芝加哥的“屠场区”，当时许多来到美国的新移民都不会说英文，这使得他们处于的弱势地位并遭受了严重的剥削。他在布朗的屠宰场找了份工作，但是却发现工作环境十分恶劣，食品安全完全不受重视，甚至还发现有死老鼠和不幸跌入肉类搅拌桶的工人被做成肉制品。与此同时，他与新婚妻子努力劳动，但依然陷入了债务陷阱，并且被骗子盯上。他们将所有存款都花在了劣质破屋子的首付上，却依然无法付清款项。结果，钱被骗走且人被驱逐无家可归。
尤吉斯原本希望能通过劳动来支撑家庭，但到头来所有人，妻子、孩子、生病的父亲，都必须工作来糊口。随着故事的发展，工作和生活一点一点摧残着他们的身心健康。工作中的事故和其它意外预示着大难临头。尤吉斯的意外受伤导致了他被解雇；后来他在达拉谟的肥料厂上班。奥娜被老板康纳强奸，使得她必须靠讨好上司得以维持生计。激愤中，尤吉斯攻击了康纳，导致他被捕入狱。
释放后，尤吉斯发现他的家庭被驱逐了，他不得不和亲戚同住，而奥娜准备生第二胎。在临产时，奥娜因出血过多去世，时年仅18岁，而原因则是尤吉斯没钱请好的医生。不久，他的第一个孩子也在泥泞的街道上被淹死。尤吉斯离开了城市，终日酗酒自暴自弃。他在美国乡村流浪，感觉生活没有了希望，为了维持生计，他去农场做季节工，而农场主们往往在农作物收获之后就解雇这些工人，所以尤吉斯的生活非常艰辛。
尤吉斯回到了芝加哥，做各种短工，成为了一名骗子。他漫无目的地四处游荡。一天晚上，他跑去听一名社会主义者进行的演讲，并发现了社会和生活的意义。一位社会主义分子雇佣了他，他继续支持着女方家庭，虽然后者已变得落魄不堪。小说以另一个社会主义集会为结尾，并且伴随着一些政治上的胜利。

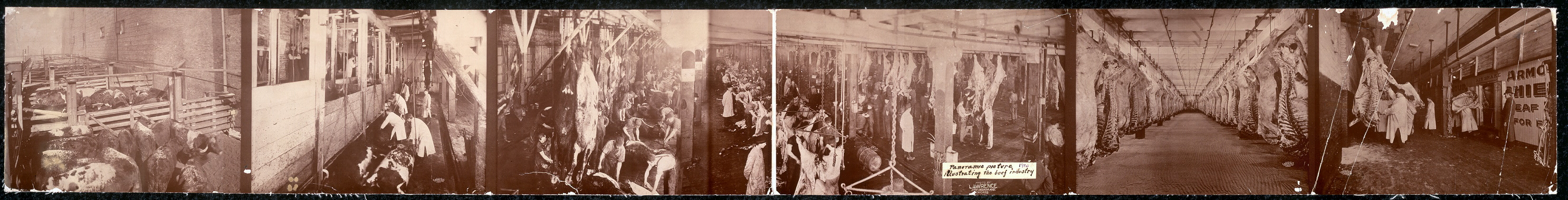
1900年的牛肉加工业，全景图摄于芝加哥。

## 人物

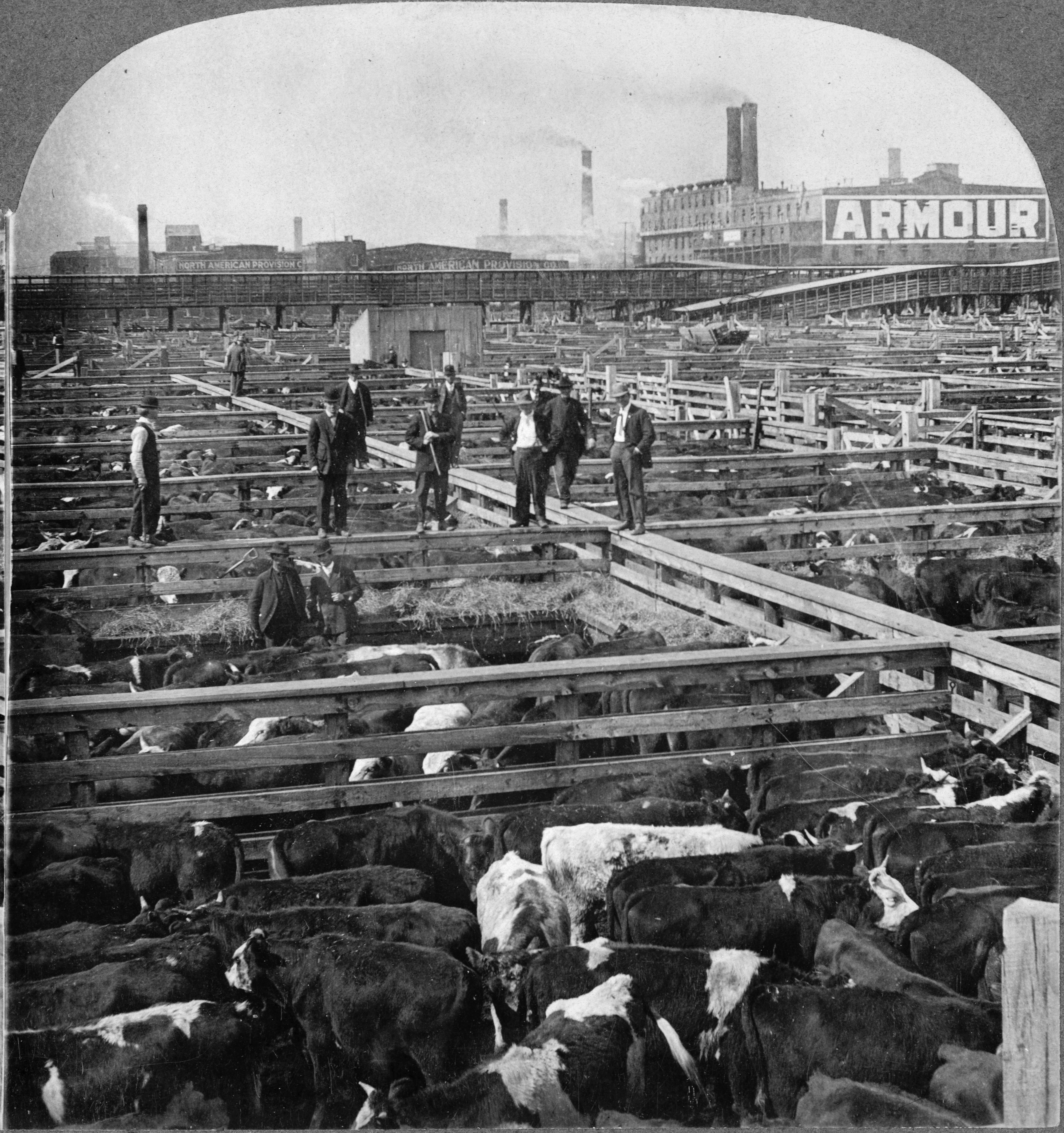
芝加哥工人行走在料场的木质过道上（1909）

- 尤吉斯·路德库斯Jurgis Rudkus:立陶宛移民，努力打拼来养家糊口。
- 奥娜·路考在特Ona Lukoszaite Rudkus：尤吉斯的妻子，不满20岁。
- 玛丽娅·波琴兹卡Marija Berczynskas：奥娜的表妹，梦想嫁给音乐家。在奥娜死后，她被尤吉斯抛弃，沦为娼妓。
- 伊莎贝塔·路考在特Teta Elzbieta Lukoszaite：奥娜的继母，照顾孩子；在小说的末尾成为乞丐。
- Grandmother Swan：另一位立陶宛移民。
- 安东纳斯老爹Dede Antanas：尤吉斯的父亲，虽然年迈、身体不适，依然努力工作，死于肺部感染。
- 约伯斯·赛德维拉斯Jokubas Szedvilas：立陶宛移民，在霍斯泰德街上开熟食店。
- Edward Marcinkus：立陶宛移民，家族的朋友。
- Fisher：芝加哥的百万富翁，热心帮助贫民窟的穷人。
- 塔莫休斯·库斯列卡Tamoszius Kuszleika：小提琴手，成为了玛丽娅的未婚夫。
- 乔纳斯Jonas Lukoszas：伊莎贝塔的兄弟，在家庭陷入危机时离家出走。
- 斯坦尼斯洛伐斯Stanislovas Lukoszas：伊莎贝塔的长子，在13岁时开始干活。
- 麦克·斯库里Mike Scully：民主党人，场地的"老板"。
- Phil Connor：奥娜的工厂老板，Phil强奸了奥娜，并逼迫她卖淫。
- Miss Henderson：奥娜的监工。
- 安东纳斯Antanas：小男孩，或称“Baby”。
- Vilimas and Nikalojus：Vilimas是伊莎贝塔的二儿子，Nikalojus是她的三儿子。
- 克里斯多夫拉斯Kristoforas：伊莎贝塔有残疾的儿子。
- Juozapas：伊莎贝塔有残疾的儿子。
- 考曲娜Kotrina:伊莎贝塔的女儿，与奥娜有一半血缘亲的妹妹。
- Judge Pat Callahan：诡诈的法官。
- 杰克·杜安Jack Duane：尤吉斯在监狱里遇到的小偷。
- Madame Haupt：奥娜的接生婆。
- Freddie Jones：牛肉大亨的儿子
- Buck Halloran：爱尔兰“政治工人”，执行贿选行动的督工。
- Bush Harper：Mike Scully的公会密探。
- Ostrinski：波兰移民，社会主义者。
- Tommy Hinds：社会主义者，Hinds旅馆的老板。
- Mr. Lucas：持社会主义立场的牧师，立陶宛人。
- Nicholas Schliemann：瑞典哲学家，社会主义者。
- 达拉谟Durham：商人，尤吉斯的第一位雇主。

## 出版历史

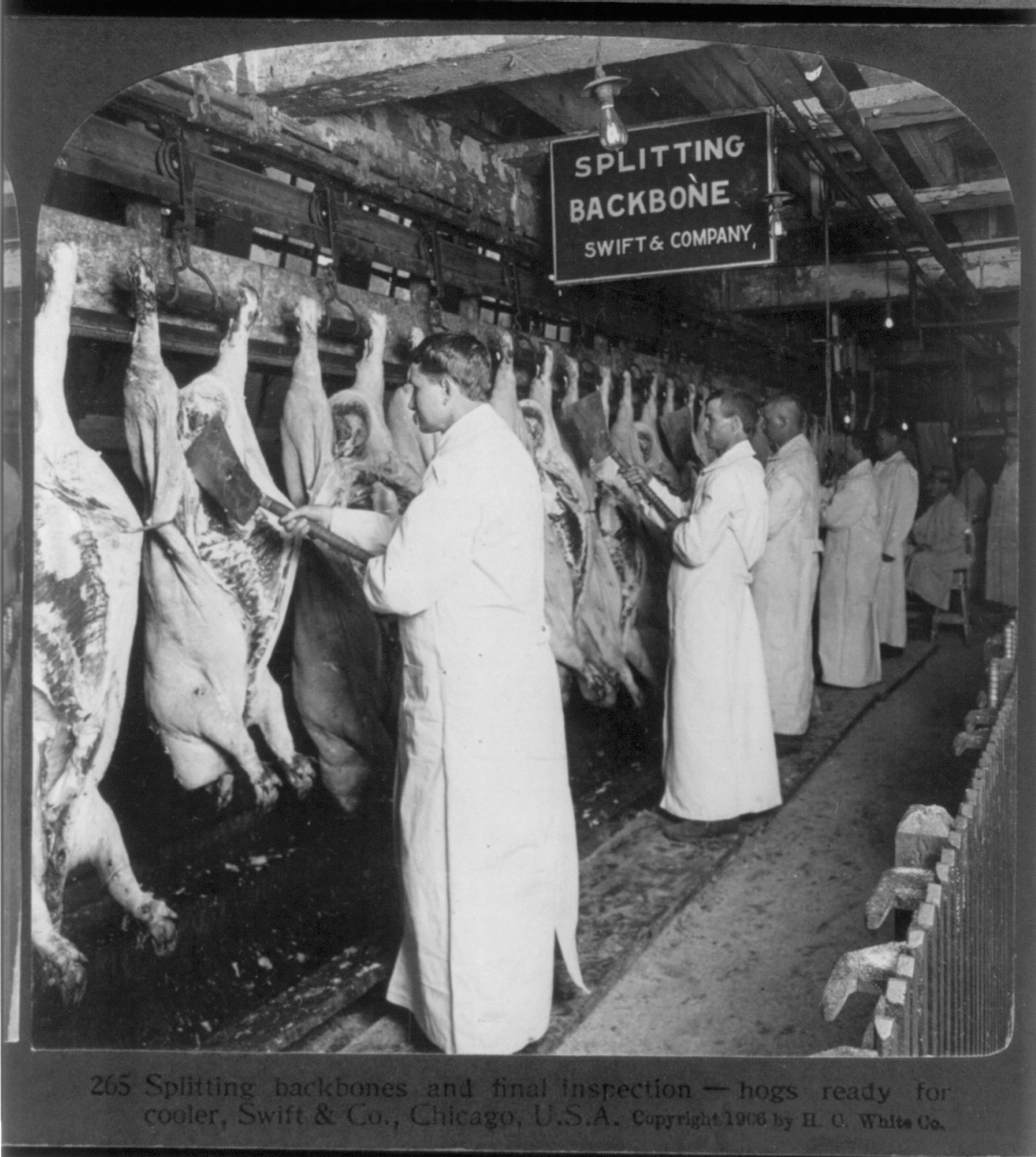
芝加哥1906年初的肉类检验检疫员。

辛克莱在1905年以连载的方式将小说刊登在社会主义报纸《诉诸理性》上，来支持自己去年的暗访。他的出版遇到了阻力，麦克米伦的一位顾问写道：
我毫不犹豫、毫无保留地反对出版这本阴郁恐怖的书。读者能感受到，小说愤怒的本质不是对穷人的体恤，而是对富人的憎恨。
在被五家出版社拒绝后，辛克莱将小说自费出版。1906年2月28日，小说的缩减版由双日公司出版，并从此在没有停止印刷。辛克莱自称小说是致“美国工人”的作品。

## 反响
辛克莱试图揭露“二十世纪初典型的美国工人被残酷剥削”的事实，但公众却将关注点放在了食品安全的问题上。辛克莱承认自己出名了，“不是因为公众关心工人，而是大家不想吃带有结核病的牛肉。”一些评论家将这种反应归结于小说人物，他们中的许多，包括尤吉斯在内都有恶习。最有一章中，关于尤吉斯参加的社会主义集会，在日后被辛克莱否认。但是，他对肉类加工中的污染得到读者的关注。
辛克莱就工人跌入染缸，与肉块一道当成“达拉谟牌纯板油”加工的场景令公众不寒而栗。书中对恶劣的工作环境、对儿童与妇女的剥削的描述，揭露了当时工厂主的贪婪和政府的腐败。
据说当时的美国总统西奥多·罗斯福在吃早餐时阅读了《屠场》，他对书中对屠宰场的描述感到震惊并将餐盘里的肉丢出了白宫的窗户。虽然这个说法并没有被证实，但反映出恶劣的食品安全状况让所有人都感到震惊的厌恶。
英国政治家温斯顿·丘吉尔也在评论中对小说进行了褒奖。

## 联邦政府回应
西奥多·罗斯福总统因辛克莱的社会主义立场而称其为“狂想家”。在给威廉·怀特的私信当中，罗斯福称：“我对他深表轻蔑。他是个伪善的、失衡的、说谎的人。他说的四分之三的都是假话。剩下的只有些许的根据。”在读完《屠场》后，罗斯福对辛克莱的结论表示认同。罗斯福写到“必须立即行动，打击这些资本家的嚣张与贪婪。”他任命劳工委员查理斯·尼尔和社会工作者詹姆斯·布朗森·雷诺兹（James Reynolds）到芝加哥去调查这些肉类加工厂。
在得知官方消息后，厂主提前清理的工作环境，但尼尔和雷诺兹仍然为环境的肮脏而感到恶心。他们向罗斯福进行了口头报告，支持了辛克莱的描述，只是工人掉进染缸的问题除外。尼尔在国会上作证，称“有必要对此进行立法。”当年，动物工业局发布报告，否定了辛克莱的主张，称其“故意误导...歪曲事实...十分荒谬。”
罗斯福没有发布尼尔-雷诺兹报告，而是在1906年5月4日直接将其递交国会。公众压力导致肉类检验检疫法案和1906食品药品管理法案的通过；后者成立了化学局（1930更名为食品和药物管理局）。
辛克莱否定了立法，认为不应该为大型肉类加工业什么怜悯恩惠。政府（和纳税人）要为检验检疫买单，约为每年3千万美元。1906年10月，他在《柯夢波丹》杂志上抱怨公众误解了小说的初衷，称“我想打动公众的心，却不料击中了他们的胃”。

## 持续关注
自1906年小说出版后，就被认为是美国经典抗议文学作品。虽然辛克莱称自己期望描述工人阶级中移民的悲惨生活状况，小说却常常被解释为新闻记者对肉类加工业中恶劣工作环境的揭露。辛克莱揭露了极度痛苦的赤贫、社会事业的缺失、恶劣的工作环境、人民的绝望情绪、以及根深蒂固的权势腐败。辛克莱将工作环境放在了小说的首位，他试图用另一种方式描绘美国工资奴隶制。就是杰克·伦敦对小说的评论——“《汤姆叔叔的小屋》式的工资奴隶制。”

## 脚注
1. ↑  Brinkley, Alan. . . McGrawHill. 2010  [2011-04-13]. ISBN 978-0-07-338552-5.
2. ↑  "Upton Sinclair" （页面存档备份，存于）, Social History blog
3. ↑  Sinclair, Upton. The Jungle, Dover Thrift Editions, Note: pages viii-x
4. ↑  Gottesman, Ronald. Introduction to Penguin Classics edition of the novel.
5. ↑  Upton Sinclair 的存檔，存档日期2006-09-23.
6. ↑  Bloom, Harold. Editor, Upton Sinclair's The Jungle, pp. 50-51, Infohouse Publishing, 2002
7. 1 2  Sullivan, Mark. . New York: Scribner. 1996: 222. ISBN 0-684-81573-7.
8. ↑  "Welcome to 'The Jungle'" （页面存档备份，存于）, Slate, July 2006
9. ↑  Arthur, Anthony. Radical Innocent: Upton Sinclair, New York: Random House, 2006, pp. 84-85
10. ↑  Fulton Oursler, Behold This Dreamer!（Boston: Little, Brown, 1964）, p. 417
11. ↑  July 31, 1906, The Letters of Theodore Roosevelt, Elting E. Morison, ed.（Cambridge, Mass.: Harvard University Press, 1951–54）, Vol. 5, p. 340
12. ↑  . Blackwell Reference Online.   [12 January 2013]. （原始内容存档于2013-12-21）.
13. ↑  Jane Jacobs, "Introduction", The Jungle, ISBN 0-8129-7623-1
14. ↑  U.S. Congress, House, Committee on Agriculture, Hearings Before the Committee on Agriculture...on the So-called "Beveridge Amendment" to the Agricultural Appropriation Bill, 59th Congress, 1st Session, 1906, p. 102
15. ↑  U.S. Congress, House, Committee on Agriculture, Hearings Before the Committee on Agriculture...on the So-called "Beveridge Amendment" to the Agricultural Appropriation Bill, 59th Congress, 1st Session, 1906, pp. 346–350
16. ↑  Conditions in Chicago Stockyards, 1906 （页面存档备份，存于）, Theodore Roosevelt website
17. ↑  Young, "The Pig That Fell into the Privy," p. 477
18. ↑  Upton Sinclair, "The Condemned-Meat Industry: A Reply to Mr. M. Cohn Armour", Everybody's Magazine, XIV, 1906, pp. 612-613
19. ↑  Bloom, Harold. editor, Upton Sinclair's The Jungle, Infobase Publishing, 2002, p. 11
20. ↑  Young, "The Pig That Fell into the Privy," p. 467
21. ↑  "Bio: Upton Sinclair" （页面存档备份，存于）, Social History

## 更多阅读
- Orm Øverland, "The Jungle: From Lithuanian Peasant to American Socialist," American Literary Realism, vol. 37, no. 1（Fall 2004）, pp. 1–23.
- James Harvey Young, "The Pig That Fell into the Privy: Upton Sinclair's The Jungle and Meat Inspection Amendments of 1906," Bulletin of the History of Medicine, vol. 59, no. 1（1985）, pp. 467–480.
- "Defense of The Jungle: The Uncensored Original Edition" （页面存档备份，存于） by novelist Earl Lee
- "The Fictitious Suppression of Upton Sinclair's The Jungle," （页面存档备份，存于） by historian Christopher Phelps
- Mother Jones Magazine article marking the anniversary  （页面存档备份，存于）